# 山口勝業
山口 勝業（やまぐち かつなり、1955年 - ）は、日本の投資ファンドマネージャー、経済学者。博士（経済学）（専修大学・論文博士・2008年）。早稲田大学大学院経営管理研究科教授。イボットソン・アソシエイツ日本法人を創立し、同社代表取締役社長を経て、取締役会長。2025年2月任期満了により会長を退任、同3月早稲田大学（任期付き）教授を同様に退任。過去2回証券アナリストジャーナル賞受賞。行動経済学会の創立メンバーであったが、上記役職退任とともに退会。

## 人物・経歴
福岡県福岡市出身。東京学芸大学附属大泉中学校、東京学芸大学附属高等学校を経て、1979年一橋大学社会学部卒業（社会学・社会心理学専攻）。同年日本長期信用銀行入行。1986年イェール大学経営大学院修了、Master of Public and Private Management。
1986年長銀ニューヨーク信託米国債券ポートフォリオ・マネジャー。1989年LTCB-MAS Investment Managementポートフォリオ・マネジャー。1994年長銀投資顧問株式チーフ・ファンド・マネジャー。長銀破綻後、1999年に有限会社ストラテジック・キャピタル・リサーチを設立し、東北大学経済学部非常勤講師も務めた。
2000年、イボットソン・アソシエイツ・ジャパンを創立し、同社代表取締役社長に就任。社会基盤研究所社長の平尾光司（のちに専修大学教授等）らの支援を受けながら、同社のスタートアップにあたった。2002年に川西諭や真壁昭夫と行動経済学のワークショップを開始し、これを発展させ、2007年には行動経済学会を設立した。2003年から2008年まで専修大学大学院経済学研究科ファイナンス・コース客員教授兼務。2016年イボットソン・アソシエイツ・ジャパン取締役会長。2022年早稲田大学大学院経営管理研究科教授。
1991年論文「アクティブ株式運用のためのエキスパート・システム」で証券アナリストジャーナル賞を受賞。2005年論文「わが国産業の株式期待リターンのサプライサイド推計」で再び証券アナリストジャーナル賞を受賞。一橋大学大学院経営管理研究科非常勤講師、日本ファイナンス学会理事、日本証券アナリスト協会試験委員、行動経済学会顧問、日本CFA協会理事等を歴任。
専門は、資産運用実務、リスクプレミアムの実証分析、行動ファイナンスで、2008年には著書で専修大学の経済学博士の学位を取得。
バードウォッチング、絵画制作を趣味とし、学生時代はシンガー・ソングライターを目指していたが断念した経歴を持つ。

## 著作

### 著書
- 『日本経済のリスク・プレミアム』東洋経済新報社 2007年

### 訳書
- ピーター・L.バーンスタイン『証券投資の思想革命』（青山護と共訳）東洋経済新報社 1993年、普及版2006年
- ピーター・L.バーンスタイン『アルファを求める男たち』東洋経済新報社 2009年